# クリス・ヤングブラッド
クリス・ヤングブラッド（Chris Youngblood、本名：Chris Romero、1966年2月10日 - 2021年7月7日）は、アメリカ合衆国のプロレスラー。テキサス州アマリロ出身。
父親のリッキー・ロメロ、兄のジェイ・ヤングブラッドとマーク・ヤングブラッドもプロレスラーである。インディアン・ギミックのベビーフェイスとして、兄マークとのタッグチーム「レネゲード・ウォリアーズ（The Renegade Warriors）」などで活躍した。

## 来歴
1984年、プエルトリコにてビクター・ジョビカのトレーニングを受けてデビュー。NWAのミッドアトランティック地区やフロリダ地区を転戦後、1985年9月に死去したジェイ・ヤングブラッドに代わり、マーク・ヤングブラッドとの兄弟タッグでの活動を本格的に開始する。
1986年はフリッツ・フォン・エリックが主宰していたテキサス州ダラスのWCWA（WCCW）に参戦、9月1日にフォートワースにて行われたビッグイベント "WCWA Labor Day Star Wars" では世界タッグ王座の争奪トーナメントに出場し、ジョー・ルダック&リック・ルード、ジェリー・オーツ&テッド・オーツなどのチームを破り勝ち進んだが、準決勝でバズ・ソイヤー&マット・ボーンに敗退した。
1987年より、カルロス・コロンの主宰するプエルトリコのWWCで活動。ザ・シープハーダーズ（ブッチ・ミラー&ルーク・ウィリアムス）やミスター・ポーゴ&TNTなどを下し、WWC世界タッグ王座を再三獲得した。同年11月にはマークと共に全日本プロレスに初来日し、世界最強タッグ決定リーグ戦に出場している。以降もWWCを主戦場に、サモアン・スワット・チーム（サムゥ&ファトゥ）、カンザスシティ・ジェイホークス（ボビー・ジャガーズ&ダン・クロファット）、ニンジャ・エクスプレス（ケンドー・ナガサキ&ポーゴ）などを抗争相手にタッグ王座を争った。
1990年の下期からは、レネゲード・ウォリアーズのチーム名でWCWに登場。ファビュラス・フリーバーズ（マイケル・ヘイズ&ジミー・ガービン）、ナスティ・ボーイズ（ブライアン・ノッブス&ジェリー・サッグス）、フォー・ホースメン（アーン・アンダーソン&バリー・ウインダム）、ヤング・ピストルズ（トレイシー・スマザーズ&スティーブ・アームストロング）などの強豪チームと対戦した。
その後はダラスの新団体GWFをアメリカでの活動の拠点とする一方、1992年1月の再来日以降は全日本プロレスの常連外国人チームとなり、1996年の夏にかけて通算8回に渡ってマークと共に全日本へ参戦。スタン・ハンセンやアブドーラ・ザ・ブッチャーなど、スーパーヘビー級のエース外国人が率いたチームとも対戦した。
マークの引退後はシングルプレイヤーとなり、ECWにも登場。1999年下期はFMWに2回来日し、8月末の参戦時にはスーパー・レザーともタッグを組んだ。
セミリタイア後の2000年代もテキサス西部のインディー団体への出場を続け、WTWL（West Texas Wrestling Legends）およびPWF（Professional Wrestling Federation）ではブッカーやマネージャーも担当。2007年10月には地元のアマリロにて、自身の主宰によるインディー団体 "Renegade Outlaw Wrestling" を旗揚げした。
2021年7月7日、オレゴン州ポートランドにて死去。55歳没。

## 得意技
- トマホーク・チョップ
- ドロップキック
- ダイビング・クロス・ボディ

## 獲得タイトル
ワールド・レスリング・カウンシル
- WWC世界タッグ王座：6回（w / マーク・ヤングブラッド）[6]
- WWCカリビアン・タッグ王座：3回（w / マーク・ヤングブラッド）[8]

グローバル・レスリング・フェデレーション
- GWFタッグ王座：1回（w / マーク・ヤングブラッド）

その他インディー
- WWWAヘビー級王座：1回
- PWFブラスナックル王座：1回